# Under trækronernes skjul
Under trækronernes skjul er en børnefilm instrueret af Frank Wenzel efter eget manuskript.

## Handling
Hvorledes nogle større fugle skaffer føde til sig selv og deres unger; duehøg, hvepsevåge og sort stork. Den stribede grævling dukker frem for at kaste et blik på jagtscenerne.